# Annona symphyocarpa
Annona symphyocarpa är en kirimojaväxtart som beskrevs av Noel Yvri Sandwith. Annona symphyocarpa ingår i släktet annonor, och familjen kirimojaväxter. Inga underarter finns listade i Catalogue of Life.